# Cantó de Millau-Est
El cantó de Millau-Est és un cantó francès del departament de l'Avairon, situat al districte de Millau. Té 4 municipis i el cap cantonal és Millau.

## Municipis
- Agaçac
- Compèire
- Milhau
- Paulhe

## Història
| Data d'elecció                           | Identitat         | Partit | Qualitat |
| ---------------------------------------- | ----------------- | ------ | -------- |
| 1988-2001                                | Jean-Louis Coulon | PS     |          |
| 2001-2008                                | Jean-Luc Gayraud  | MoDem  |          |
| 2008-                                    | Guy Durand        | PS     |          |
| les dades anteriors no són pas conegudes |                   |        |          |
|                                          |                   |        |          |

## Demografia
| 1962 | 1968 | 1975 | 1982 | 1990 | 1999  | 2006  |
| ---- | ---- | ---- | ---- | ---- | ----- | ----- |
|      |      |      |      |      | 9.348 | 9.331 |